# 2023년 칸 영화제
제76회 칸 영화제(프랑스어: Festival de Cannes 2023)는 2023년 5월 16일부터 27일까지 프랑스 칸에서 열린 영화제이다. 스웨덴 영화감독 루벤 외스틀룬드가 심사위원장을 맡았다. 영화제 최고상인 황금종려상은 프랑스 영화 《추락의 해부》이 수상하였으며, 감독 쥐스틴 트리에는 1993년 제인 캠피언, 2021년 율리아 뒤쿠르노에 이어 황금종려상을 수상한 세 번째 여성 감독이 됐다.
이번 영화제 공식 포스터는 배우 카트린 드뇌브를 주인공으로 하였으며, 1968년 영화 패배의 신호 촬영 중 자크 가로팔로가 찍은 사진을 바탕으로, 디자인 스튜디오 하틀랜드 빌라 (Hartland Villa)의 리오넬 아비뇽 (Lionel Avignon)과 스테판 드 비비스 (Stefan de Vivies)가 제작하였다. 카드린 드뇌브가 영화계에 기여한 바에 대해 경의를 표하기 위해 선정되었다.
명예 황금종려상도 함께 수여되었으며, 첫번째는 개막식에서 마이클 더글러스에게, 두 번째는 인디아나 존스: 운명의 다이얼의 월드 프리미어 행사 직전에 해리슨 포드에게 급히 수여되었다.
개막작은 마이웬 감독의 《잔 뒤 바리》, 폐막작은 피터 손 감독의 픽사 장편 영화 《엘리멘탈》이었다.

## 심사위원

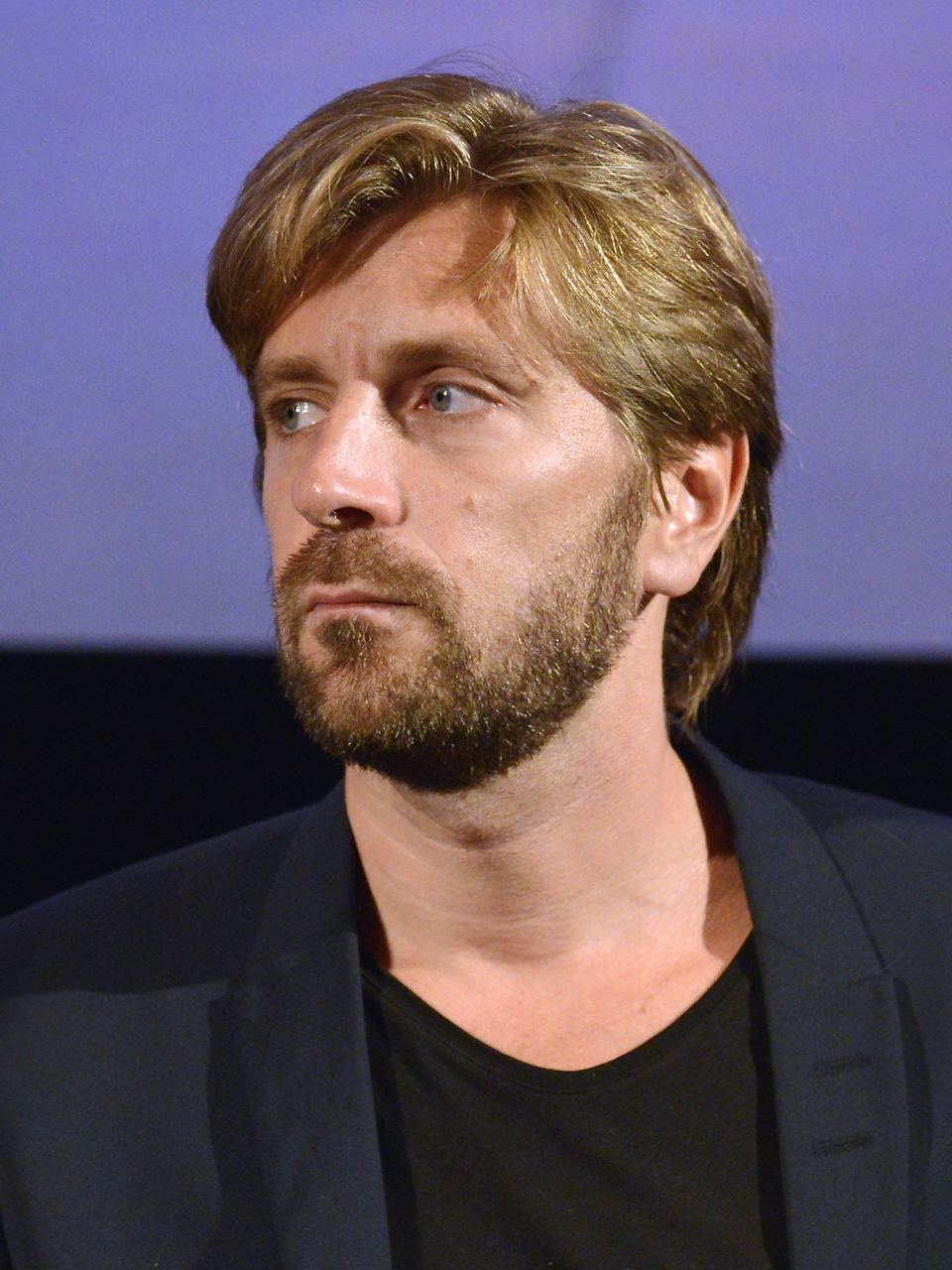
경쟁 부문 심사위원장 루벤 외스틀룬드

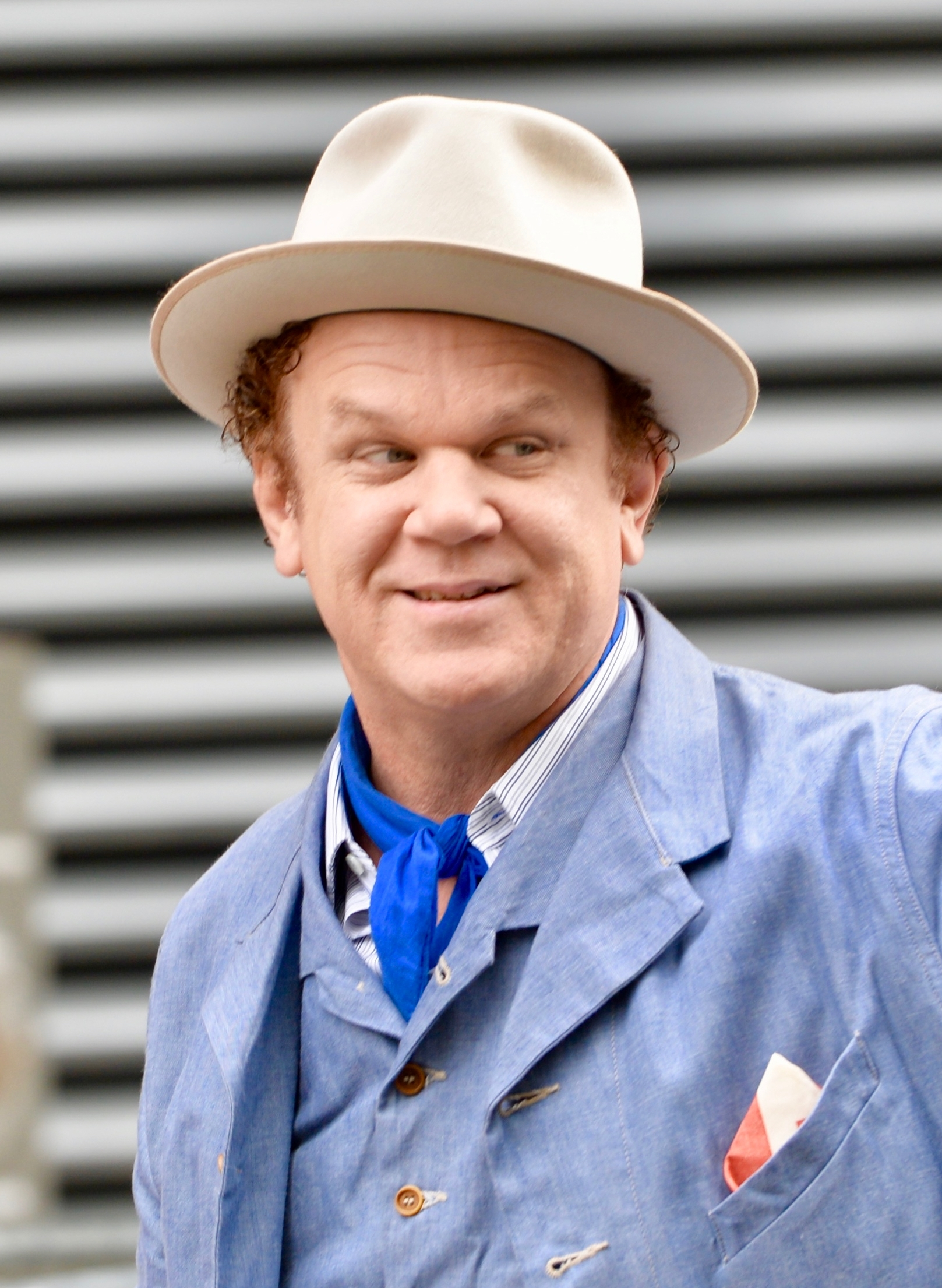
주목할 만한 시선 부문 심사위원장 존 C. 레일리

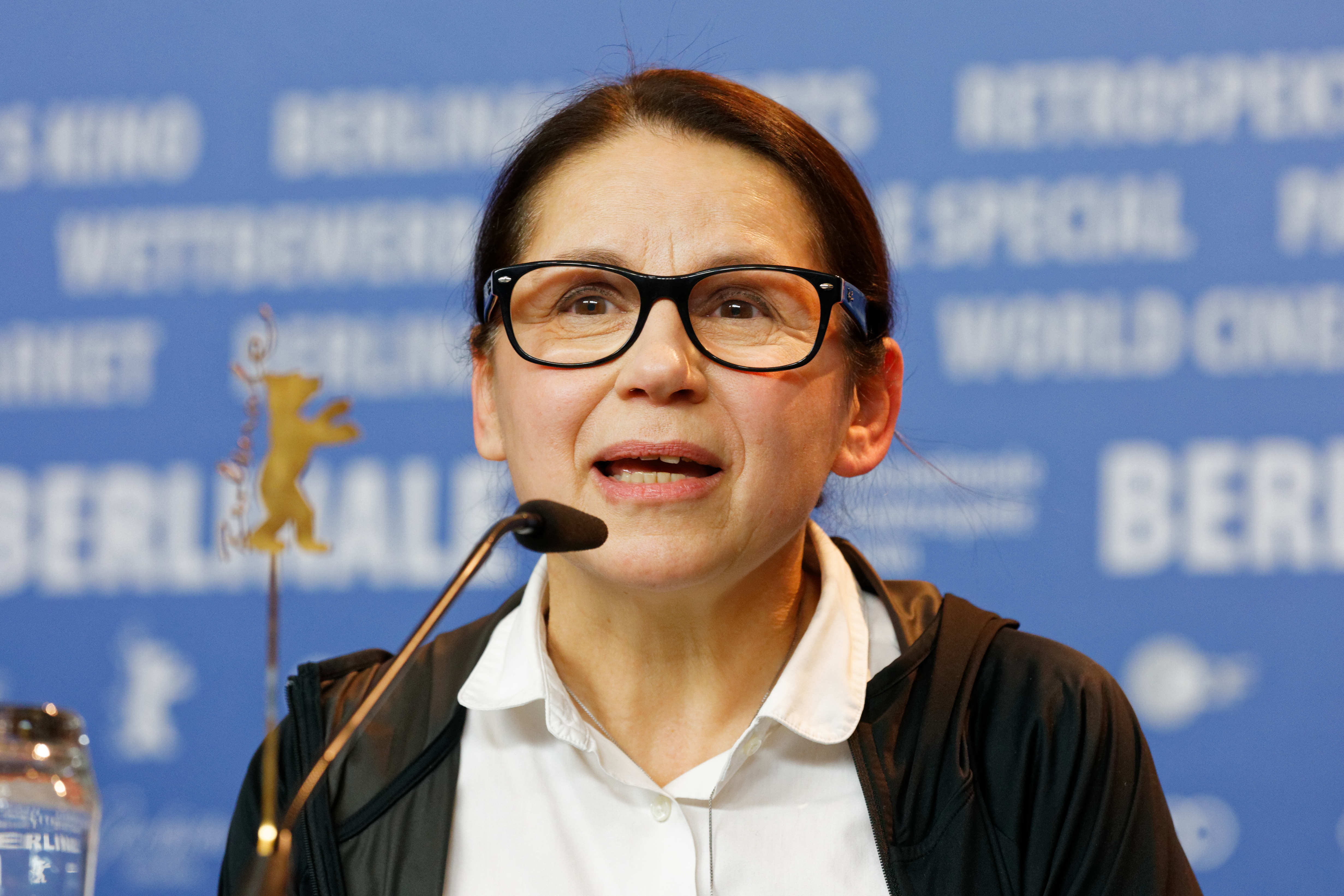
시네파운데이션 및 단편 영화 경쟁부문 심사위원장 에네디 일디코

### 경쟁부문
- 루벤 웨스틀룬드 - 스웨덴 감독 및 각본가, 심사위원장[11]
- 폴 다노 - 미국 배우 및 감독
- 쥘리아 뒤코르노 - 프랑스 감독 및 각본가
- 브리 라슨 - 미국 배우 및 감독
- 드니 메노셰 - 프랑스 배우
- 룬가노 뇨니 - 잠비아계 웨일스의 각본가 및 감독
- 아티크 라히미 - 아프가니스탄의 감독 및 각본가
- 다미안 치프론 - 아르헨티나의 감독 및 각본가
- 마리암 투자니 - 모로코의 감독 및 배우

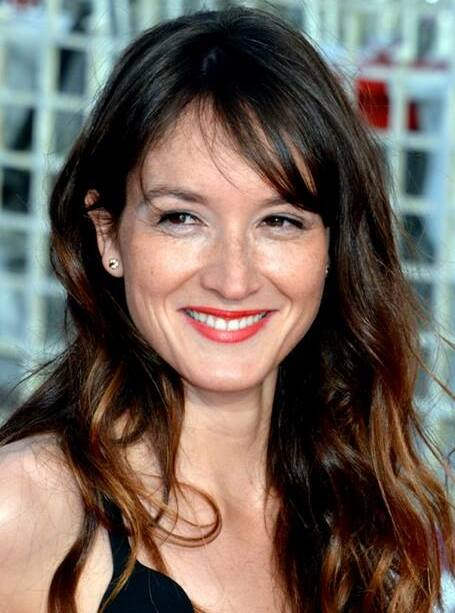
황금카메라 심사위원장 아나이스 드무스티에

### 주목할 만한 시선
- 존 C. 라일리 - 미국의 배우, 각본가, 프로듀서. 심사위원장
- 폴라 비어 - 독일 배우
- 데이비 초 - 캄보디아계 프랑스 감독, 각본가
- 에밀리 드켄 - 벨기에 배우
- 알리스 위노쿠르 - 프랑스 감독, 각본가

### 황금카메라상
- 아나이스 드무스티에 - 프랑스 배우, 심사위원장
- 미카엘 뷔슈 - 프랑스 감독, 각본가
- 나탈리 뒤랑 - 프랑스 촬영감독
- 소피 프릴레 - 프랑스 티타필름 총괄디렉터
- 니콜라 마르카데 - 프랑스 언론인, 비평가
- 라파엘 페르소나즈 - 프랑스 배우

### 시네파운데이션 및 단편영화
- 에네디 일디코 - 헝가리 감독, 각본가. 심사위원장
- 애나 릴리 애머푸어 - 미국 감독, 각본가
- 실로미 엘카베츠 - 이스라엘 배우, 감독, 각본가, 프로듀서
- 샤를로트 르 봉 - 캐나다 배우, 감독
- 카리자 투레 - 프랑스 배우

### 독립 부문
국제비평가주간 상 (Semaine de la Critique)
- 오드리 디완 - 프랑스 영화감독, 심사위원장[12]
- 루이 포사스 - 포르투갈 촬영감독
- 프란츠 로고스키 - 독일 배우
- 메나크시 쉬데 - 인도 언론인, 베를린 국제영화제 프로그래머
- 킴 유타니 - 선댄스 영화제 프로그램 디렉터

황금눈상 (L'Œil d'or)
- 커스턴 존슨 - 미국 감독, 각본가, 촬영 감독, 심사위원장[13]
- 소피 포셔 - 캐나다 배우
- 오비디 - 프랑스 배우, 감독, 작가
- 페드로 피멘타 - 모잠비크 프로듀서
- 장클로드 라스피앙자 - 프랑스 기자, 비평가

퀴어종려상 (Queer Palm)
- 존 캐머런 미첼 - 미국 배우, 감독, 가수, 작곡가, 프로듀서. 심사위원장
- 루이즈 셰빌로트 - 프랑스 배우
- 제노 그라통 - 벨기에 감독
- 이사벨 산도발 - 필리핀 감독, 배우
- 세드릭 수치발리 - 프랑스 언론인, 영화평론가, 영화제 프로그래머

## 공식 부문 상영작

### 경쟁 부문
황금종려상 경쟁 부문 선정작은 다음과 같다.
| 한국어명            | 원제/영제                                    | 감독              | 제작 국가                              |
| ------------------- | -------------------------------------------- | ----------------- | -------------------------------------- |
| 마른 풀에 관하여    | Kuru Otlar Üstüne About Dry Grasses          | 누리 빌지 세일란  | 터키, 프랑스, 독일                     |
| 추락의 해부 (QP)    | Anatomie d'une chute Anatomy of a Fall       | 쥐스틴 트리에     | 프랑스                                 |
| 애스터로이드 시티   | Asteroid City                                | 웨스 앤더슨       | 미국                                   |
| 바넬과 아다마 (CdO) | Banel et Adama Banel & Adama                 | 라마타 툴라예시   | 세네갈, 말리, 프랑스                   |
| 블랙 플라이스       | Black Flies                                  | 장스테판 소베르   | 미국                                   |
| 찬란한 내일로       | Il sol dell'avvenire A Brighter Tomorrow     | 난니 모레티       | 이탈리아, 프랑스                       |
| 키메라              | La chimera                                   | 앨리스 로르와처   | 이탈리아, 프랑스, 스위스               |
| 클럽 제로           | Club Zero                                    | 제시카 하우스너   | 오스트리아, 덴마크, 프랑스, 독일, 영국 |
| 사랑은 낙엽을 타고  | koulleet lehdet                              | 아키 카우리스마키 | 핀란드                                 |
| 파이어브랜드        | Firebrand                                    | 카림 아이누즈     | 영국                                   |
| 포 도터스 (ŒdO)     | Les filles d'Olfa Four Daughters             | 카우더 벤 하니아  | 튀니지, 프랑스, 독일                   |
| 귀환 (QP)           | Le Retour Homecoming                         | 캐서린 코르시니   | 프랑스                                 |
| 납치                | Rapito Kidnapped                             | 마르코 벨로키오   | 이탈리아                               |
| 라스트 썸머         | L'Été dernier Last Summer                    | 캐서린 브레일라   | 프랑스                                 |
| 메이 디셈버         | May December                                 | 토드 헤인즈       | 미국                                   |
| 괴물 (QP)           | 怪物 Monster                                 | 고레에다 히로카즈 | 일본                                   |
| 나의 올드 오크      | The Old Oak                                  | 켄 로치           | 영국, 프랑스, 벨기에                   |
| 완벽한 날들         | Perfect Days                                 | 빔 벤더스         | 일본, 독일                             |
| 프렌치 수프         | La Passion de Doudin Bouffant The Pot-au-Feu | 트란 안 훙        | 프랑스                                 |
| 청춘(봄) (ŒdO)      | 青春 Youth (Spring)                          | 왕빙              | 중국                                   |
| 존 오브 인터레스트  | The Zone of Interest                         | 조나단 글레이저   | 영국, 폴란드                           |

(CdO) - 장편 감독 데뷔작으로 황금 카메라상 후보작이다.
(QP) - 퀴어종려상 경쟁작이다.
(ŒdO) - 다큐멘터리 작품으로 황금카메라상 후보작이다.

### 주목할 만한 시선
주목할 만한 시선 부문 경쟁작은 다음과 같다.
| 한국어명                    | 원제 / 영제                             | 감독                              | 제작 국가                                          |
| --------------------------- | --------------------------------------- | --------------------------------- | -------------------------------------------------- |
| 올 투 플레이 포 (CdO)       | Rien à perdre All to Play For           | 델핀 델로제                       | 프랑스                                             |
| 브레이킹 아이스             | 燃冬 Breaking Ice                       | 앤서니 첸                         | 중국, 싱가포르                                     |
| 부리티 플라워               | Crowrã The Buriti Flower                | 주앙 살라비자, 르네 나데르 메소라 | 브라질                                             |
| 불량배들                    | Los Delincuentes The Delinquents        | 로드리고 모레노                   | 아르헨티나, 브라질, 칠레, 룩셈부르크               |
| 굿바이 줄리아 (CdO)         | Goodbye Julia                           | 모하메드 코르도파니               | 수단, 이집트, 독일, 프랑스, 스웨덴, 사우디아라비아 |
| 화란 (CdO)                  | Hopeless                                | 김창훈                            | 대한민국                                           |
| 하운드 (CdO)                | Les Meutes Hounds                       | 카말 라즈락                       | 모로코                                             |
| 하우 투 해브 섹스 (CdO)(QP) | How to Have Sex                         | 몰리 매닝 워커                    | 영국                                               |
| 동면할 수만 있다면 (CdO)    | If Only I Could Hibernate               | 졸자갈 푸레브다시                 | 몽골리아                                           |
| 모든 거짓말의 어머니 (ŒdO)  | Kadib Abyad The Mother of All Lies      | 아스마에 엘 무디르                | 모로코, 이집트, 사우디아라비아                     |
| 사랑의 본질 (QP)            | Simple comme Sylvain The Nature of Love | 모니아 초크리                     | 캐나다                                             |
| 뉴 보이                     | The New Boy                             | 워릭 손튼                         | 호주                                               |
| 징조 (CdO)                  | Augure Omen                             | 발로지 치아니                     | 벨기에, 콩고민주공화국                             |
| 강변의 착오                 | 河边的错误 Only the River Flows         | 웨이쉬쥔                          | 중국                                               |
| 동물의 왕국 (개막작)        | Le Règne animal                         | 토머스 케일리                     | 프랑스                                             |
| 로잘리 (QP)                 | Rosalie                                 | 스테파니 디 주스토                | 프랑스, 벨기에                                     |
| 살렘                        | Salem                                   | 장 베르나르 말린                  | 프랑스                                             |
| 정착민들 (CdO)              | Los Colonos The Settlers                | 펠리페 갈베스                     | 칠레, 아르헨티나                                   |
| 대지의 시                   | آیه‌های زمینی                            | 알리 아스가리, 알리레자 하타미    | 이란                                               |
| 비경쟁 작품                 |                                         |                                   |                                                    |
| 밤의 낯선 사람들 (폐막작)   | Une Nuit Strangers by Night             | 알렉스 루츠                       | 프랑스                                             |

(CdO) - 장편 감독 데뷔작으로 황금카메라상 후보작이다.
(QP) - 퀴어종려상 경쟁작이다.
(ŒdO) - 다큐멘터리 영화로 황금눈상 후보작이다.

### 비경쟁 부문
비경쟁 부문의 초청작은 다음과 같다.
| 한국어명                      | 원제 / 영제                           | 감독              | 제작 국가            |
| ----------------------------- | ------------------------------------- | ----------------- | -------------------- |
| 아베 피에르 - 헌신의 세월     | L'Abbé Pierre – Une Vie de Combats    | 프레데릭 텔리에   | 프랑스               |
| 거미집                        | Cobweb                                | 김지운            | 대한민국             |
| 엘리멘탈 (폐막작)             | Elemental                             | 피터 손           | 미국                 |
| 인디애나 존스와 운명의 다이얼 | Indiana Jones and the Dial of Destiny | 제임스 맨골드     | 미국                 |
| 잔 뒤 배리 (개막작)           | Jeanne du Barry                       | 마이웬            | 프랑스, 벨기에, 영국 |
| 킬러스 오브 더 플라워 문      | Killers of the Flower Moon            | 마틴 스콜세지     | 미국                 |
| 시리즈                        |                                       |                   |                      |
| 아이돌 (QP)                   | The Idol                              | 샘 레빈슨         | 미국                 |
| 심야 상영                     |                                       |                   |                      |
| 산성                          | Acide                                 | 저스트 필립팟     | 프랑스               |
| 힙노틱                        | Hypnotic                              | 로버트 로드리게스 | 미국                 |
| 케네디                        | Kennedy                               | 아누라그 카쉬야프 | 인도                 |
| 알제의 왕                     | 오마르 라 프라이즈                    | 엘리아스 벨케다르 | 프랑스               |
| 탈출: PROJECT SILENCE         | 탈출: PROJECT SILENCE                 | 김태곤            | 대한민국             |

(QP) - 퀴어종려상 후보작이다.

### 칸 프리미어
칸 프리미어 섹션 상영작은 다음과 같다.
| 한국어명               | 원제 / 영제                            | 감독              | 제작 국가          |
| ---------------------- | -------------------------------------- | ----------------- | ------------------ |
| 얼롱 케임 러브 (QP)    | Le Temps d'aimer Along Came Love       | 카텔 퀼레베레     | 프랑스, 벨기에     |
| 보나르, 피에르, 마르트 | Bonnar, Pierre et Marthe               | 마틴 프로보스트   | 프랑스             |
| 클로즈 유어 아이즈     | Cerrar los ojos Close Your Eyes        | 빅토르 에리체     | 스페인, 아르헨티나 |
| 유레카                 | Eureka                                 | 리산드로 알론소   | 아르헨티나         |
| 저스트 더 투 오브 어스 | L'Amour et Les Forêts                  | 발레리 돈젤리     | 프랑스             |
| 목 (QP)                | 首                                     | 기타노 다케시     | 일본               |
| 길 잃은 밤             | Perdidos en la Noche Lost in the Night | 아마트 에스칼란테 | 멕시코             |

(QP) - 퀴어종려상 경쟁작이다.

### 특별 상영작
특별 상영 (Special Screenings) 섹션 상영작은 다음과 같다.
| 한국어명                         | 원제 / 명제                               | 감독                 | 생산 국가              |
| -------------------------------- | ----------------------------------------- | -------------------- | ---------------------- |
| 안셀름 (ŒdO)                     | Anselm - Das Rauschen Der Zeit            | 빔 벤더스            | 독일, 프랑스, 이탈리아 |
| 빵과 장미 (ŒdO)                  | Bread and Roses                           | 사하라 마니          | 아프가니스탄, 미국     |
| 불의 딸들                        | As Filhas do Fogo The Daughters of Fire   | 페드로 코스타        | 포르투갈               |
| 리틀 걸 블루 (ŒdO)               | Little Girl Blue                          | 모나 아샤슈          | 프랑스, 벨기에         |
| 맨 인 블랙 (ŒdO)                 | Man in Black                              | 왕빙                 | 중국                   |
| 마르그리트의 정리                | Le Théorème de Marguerite                 | 안나 노비온          | 프랑스                 |
| 점령된 도시 (ŒdO)                | Occupied City                             | 스티브 맥퀸          | 미국, 영국, 네덜란드   |
| 유령 사진 (ŒdO)                  | Retratos Fantasmas Pictures of Ghosts     | 클레베르 멘돈사 필류 | 브라질                 |
| 로봇의 꿈                        | Robot Dreams                              | 파블로 베르헤르      | 스페인, 프랑스         |
| 스트레인지 웨이 오브 라이프 (QP) | Extraña forma de Vida Strange Way of Life | 페드로 알모도바르    | 스페인                 |

(QP) - 퀴어종려상 경쟁작이다.
(ŒdO) - 다큐멘터리 영화로 황금눈상 후보작이다.

### 단편영화 경쟁
4,288개의 출품작 가운데 단편영화 황금종려상 후보에 오른 상영작은 다음과 같다.
| 영어명                                 | 원제                                           | 감독                                   | 제작국가                 |
| -------------------------------------- | ---------------------------------------------- | -------------------------------------- | ------------------------ |
| 27 (QP)                                | 27 (QP)                                        | 플로라 안나 부다                       | 프랑스, 헝가리           |
| As It Was                              | As It Was                                      | 아나스타샤 솔로네비치, 다미안 코쿠르   | 폴란드, 우크라이나       |
| Aunque es de Noche                     | Aunque es de Noche                             | 기예르모 가르시아 로페스               | 스페인, 프랑스           |
| Basri & Salma in a Never-ending Comedy | Basri & Salma Dalam Komedi Yang Terus Berputar | 코지 리잘                              | 인도네시아, 미국         |
| Intrusion                              | Fár                                            | 군누르 마르틴도티르 슐뤼터             | 아이슬란드               |
| La Perra                               | La Perra                                       | 카를라 멜로 감페르트                   | 콜롬비아, 프랑스         |
| None of That                           | Nada de Todo Esto                              | 파트리시오 마르티네스, 프란시스코 칸톤 | 아르헨티나, 스페인, 미국 |
| Peeping Mom                            | Le Sexe de Ma Mère                             | 프랑시스 카니트로                      | 프랑스                   |
| Poof                                   | Poof                                           | 마거릿 밀러                            | 미국                     |
| Tits                                   | Tits                                           | 에이빈드 란스비크                      | 노르웨이                 |
| Wild Summon                            | Wild Summon                                    | 카르니 아리엘리, 솔 프리드             | 영국                     |

(QP) - 퀴어종려상 경쟁작이다.

### 시네파운데이션
시네파운데이션 섹션 상영작은 영화학교 학생들이 제작한 작품들을 중점으로 상영한다. 칸 영화제는 1등 수상자에게 15,000유로, 2등 수상자에게 11,250유로, 3등 수상자에게 7,500유로의 상금을 수여하고 있다. 2,000개의 출품작 중 다음 16개 출품작 (실사 영화 14편과 애니메이션 영화 2편)이 선정되었다.
| 영어명                | 원제                  | 감독                           | 소속 학교                  |
| --------------------- | --------------------- | ------------------------------ | -------------------------- |
| A Bright Sunny Day    | A Bright Sunny Day    | 허유펑                         | 미국 컬럼비아 대학교       |
| The Call of the Brook | Al Toraa'             | 자드 샤힌                      | 이집트 고등시네마연구소    |
| Crack of Dawn         | Trenc d'Alba          | 안나 랴르게                    | 스페인 ESCAC               |
| Eighth Day            | Osmý Den              | 페트르 필리프추크              | 체코 FAMU                  |
| Electra               | Electra               | 다리아 카시체바                | 체코 FAMU                  |
| Ground                | Solos                 | 페드로 바르가스                | 브라질 FAAP                |
| Hole                  | 구멍                  | 황혜인                         | 대한민국 한국영화아카데미  |
| Imogene               | Imogene               | 케이티 블레어                  | 미국 컬럼비아 대학교       |
| Inside the Skin (QP)  | Daroone Poust         | 샤파그 아보사바, 마리암 마디예 | 이란 카르나메 영화학교     |
| Killing Boris Johnson | Killing Boris Johnson | 뮤사 앨더슨클라크              | 영국 NFTS                  |
| The Lee Families      | 이씨 가문의 형제들    | 서정미                         | 대한민국 한국예술종합학교  |
| Moon                  | Ayyur                 | 지네브 와크림                  | 모로코 ÉSAV 마라케시       |
| Nehemich              | Nehemich              | 유다지트 바수                  | 인도 FTII                  |
| Norwegian Offspring   | Norwegian Offspring   | Marlene Emilie Lyngstad        | 덴마크 덴마크 영화학교     |
| Primitive Times       | Uhrmenschen           | Yu Hao                         | 독일 바벨스베르크 영화대학 |
| The Voice of Others   | La Voix des Autres    | Fatima Kaci                    | 프랑스 라 페미             |

(QP) - 퀴어종려상 경쟁작이다.

### 칸 클래식
칸 클래식 섹션의 상영작은 다음과 같다.

#### 일반 복원작
| 한국어명                    | 원제                              | Director(s)                        | 제작국가         |
| --------------------------- | --------------------------------- | ---------------------------------- | ---------------- |
| 미치광이 사랑 (1969)        | L'Amour fou                       | 자크 리베트                        | 프랑스           |
| 칼리굴라 (1979)             | Caligula - The Ultimate Cut       | 틴토 브라스                        | 미국, 이탈리아   |
| 건강한 신사분들 (1934)      | Ces Messieurs de la santé         | 피에르 콜롱비에                    | 프랑스           |
| 선택받은 자 (1990)          | Ishanou                           | 아브리밤 시암 샤르마               | 인도             |
| 빅 리스크 (1960)            | Classe tous risques               | 클로드 소테                        | 프랑스, 이탈리아 |
| 안녕, 그게 나야! (1966)     | Barev, es em                      | 프룬체 도블라티안                  | 아르메니아       |
| 그것 (1966)                 | ES                                | 울리히 샤모니                      | 독일             |
| 콘스탄티노플의 여인 (1969)  | Sziget a szárazföldön             | 주디트 엘렉                        | 헝가리           |
| 사랑과 여자와 (1984)        | Amor, mujeres y flores            | 마르타 로드리게스                  | 콜롬비아         |
| 분홍색 코너의 남자 (1962)   | Hombre de la esquina rosada       | 레네 무히카                        | 아르헨티나       |
| 미시시피 블루스 (1983)      | Mississippi Blues                 | 베르트랑 타베르니에, 로버트 패리시 | 프랑스           |
| 무네카타 자매들 (1950)      | Munekata kyōdai                   | 오즈 야스지로                      | 일본             |
| 철도원 (1956)               | Il ferroviere                     | 피에트로 제르미                    | 이탈리아         |
| 나가야 신사록 (1947)        | Nagaya shinshiroku                | 오즈 야스지로                      | 일본             |
| 부둣가의 재회 (1955)        | Le Rendez-vous des quais          | 폴 카르피타                        | 프랑스           |
| 이성으로의 회귀 (1923)      | Le Retour à la Raison             | 만 레이                            | 프랑스           |
| 모랄레스 부인의 유골 (1960) | El Esqueleto de la señora Morales | 로헬리오 A. 곤살레스               | 멕시코           |
| 마을 (1953)                 | The Village                       | 레오폴트 린트베르크                | 스위스           |

#### 필름 파운데이션복원작
| 제목                | 감독            | 생산 국가 |
| ------------------- | --------------- | --------- |
| 스펠바운드 (1945년) | 알프레드 히치콕 | 미국      |

#### 장 뤽 고다르헌정 상영작[33]
| 제목                                                        | 원제                                                            | 감독              | 생산 국가      |
| ----------------------------------------------------------- | --------------------------------------------------------------- | ----------------- | -------------- |
| 고다르가 말하는 고다르 (2023년) (ŒdO)                       | Godard par Godard                                               | 플로랑스 플라타레 | 프랑스         |
| 경멸 (1963년)                                               | Le Mépris                                                       | 장 뤽 고다르      | 프랑스         |
| 절대 존재하지 않을 영화의 예고편: "익살스러운 전쟁 (2023년) | Film Annonce du Film qui n'existera Jamais: “Drôles de Guerres” | 장 뤽 고다르      | 프랑스, 스위스 |

(ŒdO) - 다큐멘터리 영화로 황금눈상 후보작이다.

#### 헌정 상영작
| 한국어명                     | 원제                                            | 감독                     | 생산 국가 |
| ---------------------------- | ----------------------------------------------- | ------------------------ | --------- |
| 더 패밀리 (ŒdO)              | La Saga Rassam-Berri, le cinéma dans les veines | 미셸 드니소, 플로랑 메예 | 프랑스    |
| 리브 울만 – 덜 가본 길 (ŒdO) | Liv Ullmann - A Road Less Travelled             | 디라즈 아콜카르          | 노르웨이  |

#### 영화에 관한 다큐멘터리
| 한국어명                                    | 원래 제목                                  | 이사                               | 생산 국가 |
| ------------------------------------------- | ------------------------------------------ | ---------------------------------- | --------- |
| 아니타 (ŒdO)                                | Anita                                      | 스베틀라나 질, 알렉시스 블룸       | 미국      |
| 워너 브라더스 100년 (4부작)                 | 100 Years of Warner Bros.                  | 레슬리 아이웍스                    | 미국      |
| 탕자 마이클 더글라스                        | Michael Douglas, le fils prodige           | 아민 메스타리                      | 프랑스    |
| 넬슨 페레이라 도스 산토스 – 영화의 삶 (ŒdO) | Nelson Pereira dos Santos – Vida de Cinema | 아이다 마르케스, 이벨리제 페레이라 | 브라질    |
| 999호실 (ŒdO)                               | Chambre 999                                | 루브나 플레이유스트                | 프랑스    |
| 비바 바르다! (ŒdO)                          | Viva Varda!                                | 피에르 앙리 지베르                 | 프랑스    |

(ŒdO) - 다큐멘터리 영화로 황금눈상 후보작이다.

### 시네마 드 라 플라주
'시네마 드 라 플라주' (Cinéma de la plage) 섹션 상영작은 다음 작품이 선정되었다.
| 영어 제목                     | 원래 제목                      | 이사                               | 생산 국가              |
| ----------------------------- | ------------------------------ | ---------------------------------- | ---------------------- |
| 카르멘 (1983년)               | Carmen                         | 카를로스 사우라                    | 스페인                 |
| 플로 (2023년)                 | Flo                            | 제랄딘 다농                        | 프랑스                 |
| 원 데들리 썸머 (1983년)       | L'Été meurtrier                | 장 베케르                          | 프랑스                 |
| 마스 익스프레스 (2023년)      | Mars Express                   | 제레미 페랭                        | 프랑스                 |
| 사라피나 (1992년)             | Sarafina!                      | 대럴 루트                          | 미국, 남아프리카공화국 |
| 델마와 루이스 (1991년)        | Thelma & Louise                | 리들리 스콧                        | 미국                   |
| 언더그라운드 (1995년)         | Underground                    | 에미르 쿠스투리차                  | 유고슬라비아           |
| 복원판                        |                                |                                    |                        |
| 알베르토 익스프레스 (1990년)  | Alberto Express                | 아르튀르 조페                      | 프랑스                 |
| 황무지 (1973년)               | Badlands                       | 테렌스 말릭                        | 미국                   |
| 세라비, 이것이 인생! (2017년) | Le Sens de la fête             | 에리크 톨레다노, 올리비에르 나카슈 | 프랑스                 |
| 완만한 여름 (1987년)          | L'été en pente douce           | 제라르 크라우치크                  | 프랑스                 |
| 맹룡과강 (1972년)             | 猛龍過江 The Way of the Dragon | 이소룡                             | 홍콩                   |

## 독립 부문 상영작

### 국제 비평가 주간

#### 경쟁 부문
다음은 국제 비평가 주간 본 경쟁부문 상영작이다.
| 한국어명                | 원제 / 영제                | 감독                | 제작 국가                                                              |
| ----------------------- | -------------------------- | ------------------- | ---------------------------------------------------------------------- |
| 비 내리는 집 (CdO)      | Il Pleut Dans La Maison    | 팔로마 세르몽다이   | 벨기에, 프랑스                                                         |
| 인샬라 어 보이 (CdO)    | Inshallah A Boy            | 암자드 알 라시드    | 요르단, 사우디아라비아, 카타르, 프랑스                                 |
| 잃어버린 나라           | Lost Country               | 블라디미르 페리시치 | 프랑스, 세르비아, 룩셈부르크, 크로아티아                               |
| 파워 앨리 (CdO) (QP)    | Levante Power Alley        | 릴라 할라           | 브라질, 프랑스, 우루과이                                               |
| 휴거 (CdO)              | Le Ravissement The Raputre | 이리스 칼텐배크     | 프랑스                                                                 |
| 잠 (CdO)                | Sleep                      | 유재선              | 대한민국                                                               |
| 타이거 스트라이프 (CdO) | Tiger Stripes              | 아만다 넬 유        | 말레이시아, 대만, 싱가포르, 프랑스, 독일, 네덜란드, 인도네시아, 카타르 |

(CdO) - 장편 감독 데뷔작으로 황금카메라상 후보작이다.
(QP) - 퀴어종려상 경쟁작이다.

#### 단편영화 경쟁 부문
다음은 국제 비평가 주간 단편영화 경쟁부문 상영작이다.
| 영어명                          | 원제                            | 감독                       | 제작 국가              |
| ------------------------------- | ------------------------------- | -------------------------- | ---------------------- |
| Arkhé                           | Arkhé                           | 아르만도 나바로            | 멕시코                 |
| Boléro (QP)                     | Boléro (QP)                     | 낭 라보르드주르다          | 프랑스                 |
| Contadores                      | Contadores                      | 이라티 고로스티디 아히레체 | 스페인                 |
| Crocodile                       | Krokodyl                        | 다비드 보드작              | 폴란드                 |
| I Promise You Paradise          | I Promise You Paradise          | 무라드 무스타파            | 이집트, 프랑스, 카타르 |
| The Purple Season               | La Saison Pourpre               | 클레망스 부슈로            | 프랑스                 |
| The Real Truth about the Fight  | Prava istina priče o šori       | 안드레아 슬라비체크        | 크로아티아, 스페인     |
| Shimmering Bodies               | Corpos Cintilantes              | 이네스 테이세이라          | 포르투갈               |
| Via Dolorosa                    | Via Dolorosa                    | 라셸 귀트가르              | 프랑스                 |
| Walking With Her into the Night | Walking With Her into the Night | 후이쉬                     | 중국                   |

(QP) - 퀴어종려상 후보작이다.

#### 특별 상영작
다음은 국제 비평가 주간 특별상영작이다.
| 영어명                   | 원제                         | 감독                     | 제작 국가      |
| ------------------------ | ---------------------------- | ------------------------ | -------------- |
| Àma Gloria (개막작)      | Àma Gloria (개막작)          | 마리 아마슈켈리          | 프랑스         |
| The (Exp)erience of Love | Le Syndrome des amour passés | 안 시로와 라파엘 발보니  | 벨기에, 프랑스 |
| Midnight Skin            | Midnight Skin                | 마놀리스 마브리스        | 그리스, 프랑스 |
| No Love Lost (폐막작)    | La Fille de son père         | 에르완 르 뒤크           | 프랑스         |
| Pleure pas Gabriel       | Pleure pas Gabriel           | 마틸드 샤반              | 프랑스         |
| Stranger (QP)            | Stranger (QP)                | 제니 페스, 이리스 샤세뉴 | 프랑스         |
| Vincent Must Die (CdO)   | Vincent doit mourir          | 스테팡 카스탕            | 프랑스         |

(CdO) - 장편 감독 데뷔작으로 황금카메라상 후보작이다.
(QP) - 퀴어종려상 경쟁작이다.

### 디렉터스 포트나이트

#### 대표상영작
다음은 디렉터스 포트나이트 경쟁부문 상영작이다.
| 한국어명                             | 원어명                                                   | 감독                            | 제작국가                         |
| ------------------------------------ | -------------------------------------------------------- | ------------------------------- | -------------------------------- |
| 아그라                               | Agra                                                     | 카누 벨                         | 인도                             |
| 블랙버드 블랙버드 블랙베리           | Blackbird Blackbird Blackberry                           | 엘렌 나베리아니                 | 스위스, 독일, 조지아             |
| 해법서                               | Le Livre des solutions                                   | 미셸 공드리                     | 프랑스                           |
| 코낭 (QP)                            | Conann                                                   | 베르트랑 망디코                 | 벨기에, 프랑스, 룩셈부르크       |
| 크레아투라                           | Creatura                                                 | 엘레나 마르틴 히메노            | 스페인                           |
| 데제르                               | Déserts                                                  | 파우지 벤사이디                 | 모로코, 프랑스, 독일, 벨기에     |
| 무언가를 할 때가 지났다는 느낌 (CdO) | The Feeling That the Time for Doing Something Has Passed | 조애나 아노                     | 미국                             |
| 더 골드맨 케이스                     | Le procès Goldman                                        | 세드리크 칸                     | 프랑스                           |
| 그레이스 (CdO)                       | Blazh                                                    | 일리야 포볼로츠키               | 러시아                           |
| 화염 속에                            | In Flames                                                | 자라 칸                         | 캐나다, 파키스탄                 |
| 우리의 하루                          | 우리의 하루                                              | 홍상수                          | 대한민국                         |
| 인사이드 더 옐로 코쿤 쉘 (CdO)       | Bên trong vỏ kén vàng                                    | 팜티엔안                        | 베트남, 싱가포르, 프랑스, 스페인 |
| 레구아                               | Légua                                                    | 필리파 헤이스, 주앙 밀레르 게하 | 포르투갈, 프랑스, 이탈리아       |
| 맘바 피에르트                        | Mambar Pierrette                                         | 로진 음바카                     | 카메룬                           |
| 디 아더 로렌스                       | L'autre Laurens                                          | 클로드 슈미츠                   | 프랑스                           |
| 왕자 (QP)                            | Un prince                                                | 피에르 크르통                   | 프랑스                           |
| 리들 오브 파이어 (CdO)               | Riddle of Fire                                           | 웨스턴 라줄리                   | 미국                             |
| 소백선 (CdO) (QP)                    | 小白船                                                   | 겅즈한                          | 중국                             |
| 더 스위트 이스트 (CdO)               | The Sweet East                                           | 션 프라이스 윌리엄스            | 미국                             |

(CdO) - 장편 감독 데뷔작으로 황금카메라상 후보작이다.
(QP) - 퀴어종려상 경쟁작이다.
(ŒdO) - 다큐멘터리 영화로 황금눈상 후보작이다.

#### 단편영화
다음은 디렉터스 포트나이트 단편영부문 상영작이다.
| 영제                                         | 원제                                  | 감독               | 제작국가               |
| -------------------------------------------- | ------------------------------------- | ------------------ | ---------------------- |
| A Storm Inside                               | Dans la tête un orage                 | 클레망 페로        | 프랑스                 |
| The Birthday Party                           | L'anniversaire D'Enrico               | 프란체스코 수사이  | 독일, 프랑스, 이탈리아 |
| The House is on Fire, Might as Well Get Warm | La Maison Brûle, Autant se Réchauffer | 물루 아이 리오트나 | 프랑스                 |
| I Saw the Face of the Devil (QP)             | J'ai vu le visage du diable           | 쥘리아 코왈스키    | 프랑스                 |
| Lemon Tree                                   | Lemon Tree                            | 레이첼 월든        | 미국                   |
| Margarethe 89                                | Margarethe 89                         | 뤼카스 말브룅      | 프랑스                 |
| Mast-del (QP)                                | Mast-del (QP)                         | 마리암 타파코리    | 이란                   |
| Oyu                                          | Oyu                                   | 히라이 아츠시      | 프랑스, 일본           |
| The Red Sea Makes me Wanna Cry               | The Red Sea Makes me Wanna Cry        | 파리스 알주브      | 독일                   |
| Talking to the River                         | Talking to the River                  | 위판               | 영국, 중국             |

#### 특별 상영작
| 한국어명                           | 원제             | 감독                 | 제작국가                 |
| ---------------------------------- | ---------------- | -------------------- | ------------------------ |
| 아브라함 계곡 (1993)               | Vale Abraão      | 마노엘 드 올리베이라 | 포르투갈, 프랑스, 스위스 |
| 쿠엔틴 타란티노의 깜짝 특별 상영회 |                  |                      |                          |
| 롤링 썬더 (1977)                   | 롤링 썬더 (1977) | 존 플린              | 미국                     |

### 독립영화배급협회 (ACID)
다음은 독립영화배급협회(ACID) 상영작이다.
| 한국어명         | 원제                  | 감독                             | 제작국가                             |
| ---------------- | --------------------- | -------------------------------- | ------------------------------------ |
| 카이티 블루스    | Caiti Blues           | 쥐스틴 아르보니에                | 프랑스, 캐나다                       |
| 린다에게 치킨을! | Linda veut du poulet! | 키아라 말타, 세바스티앙 로당바슈 | 프랑스, 이탈리아                     |
| 드리밍 인 비트윈 | Dreaming in Between   | 니노미야 류타로                  | 일본                                 |
| 인 더 리어뷰     | Skąd dokąd            | 마치에크 하멜라                  | 폴란드, 프랑스                       |
| 레세무아         | Laissez-moi           | 막심 라파스                      | 스위스, 프랑스, 벨기에               |
| 마슈타트         | Machtat               | 소니아 벤 슬라마                 | 튀니지, 레바논, 프랑스, 카타르       |
| 놈               | Nome                  | 사나 나 나다                     | 기니비사우, 프랑스, 포르투갈, 앙골라 |
| 온 디 에지       | On the Edge           | 니콜라스 페두치                  | 프랑스                               |
| 바다와 파도      | La Mer et ses vagues  | 리아나 & 르노                    | 프랑스, 레바논                       |

## 수상작

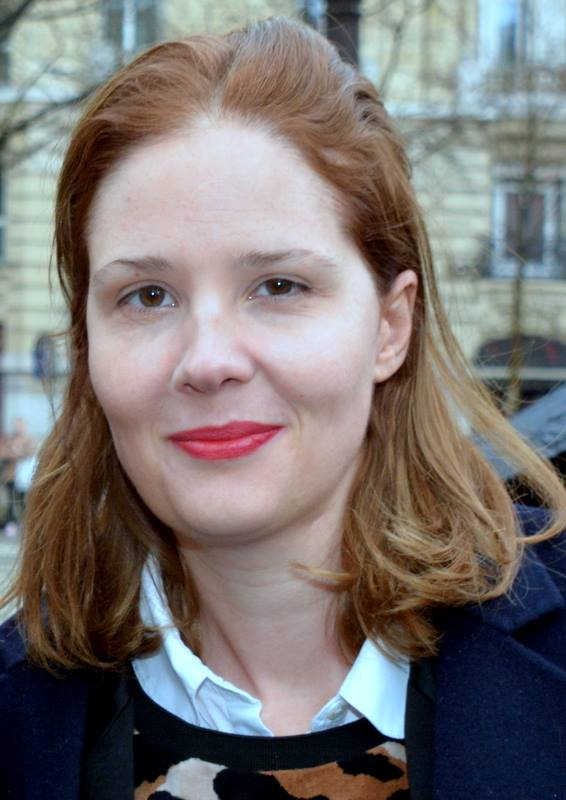
황금종려상 수상자 쥐스틴 트리에

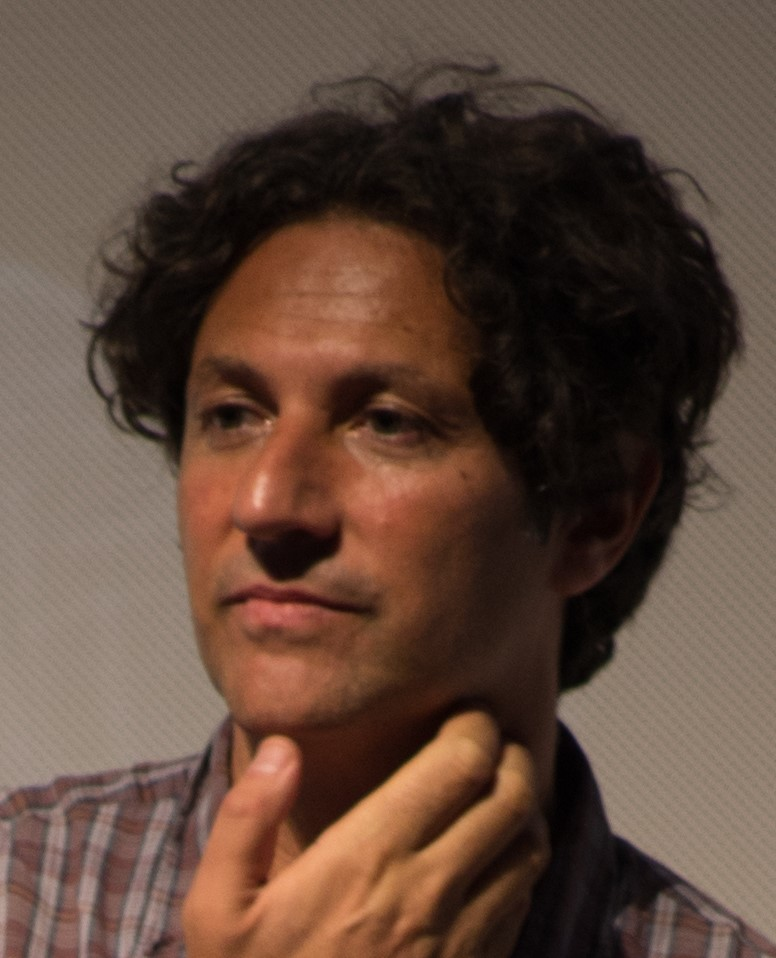
그랑프리 수상자 조너선 글레이저

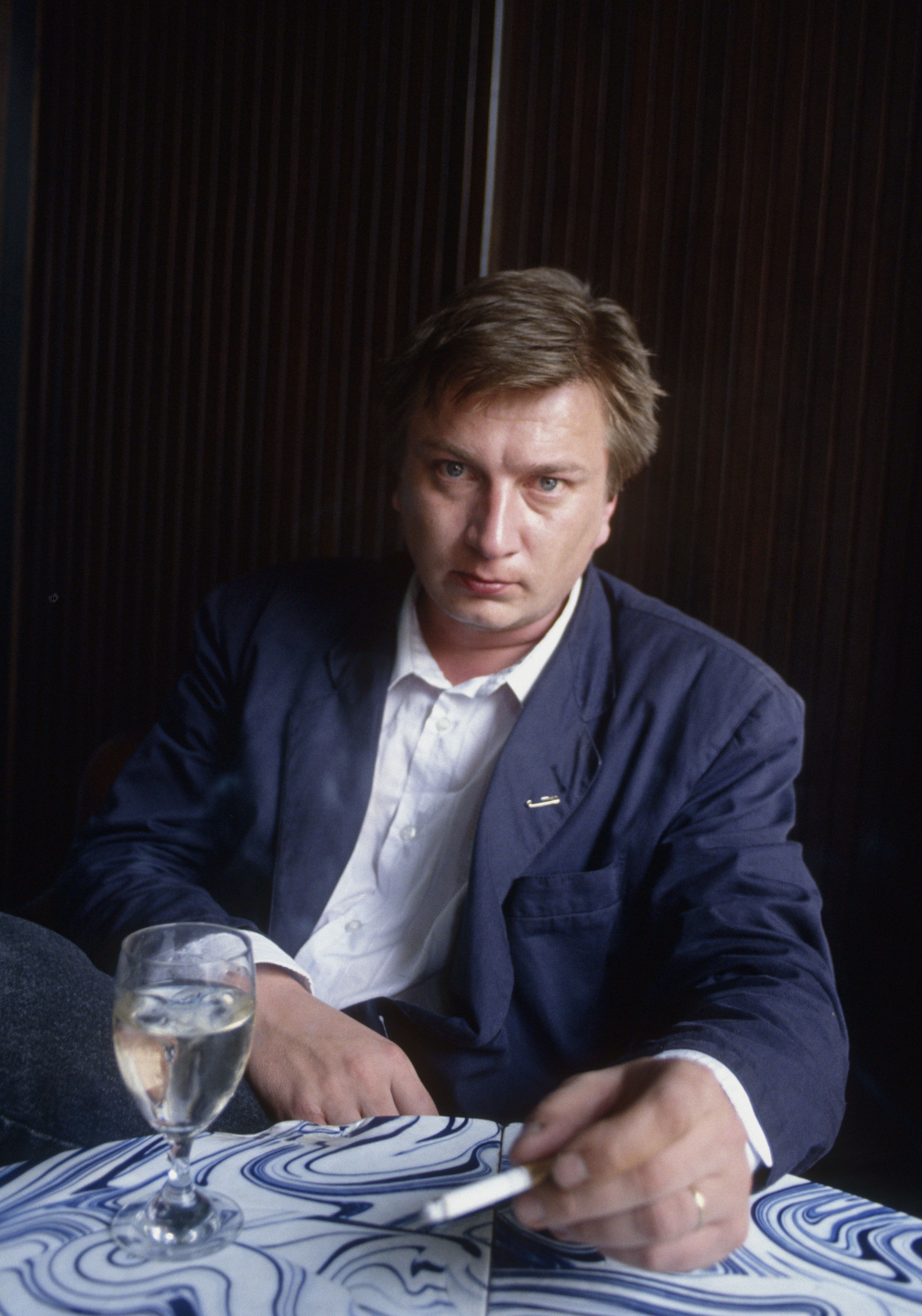
심사위원상 수상자 아키 카우리스매키

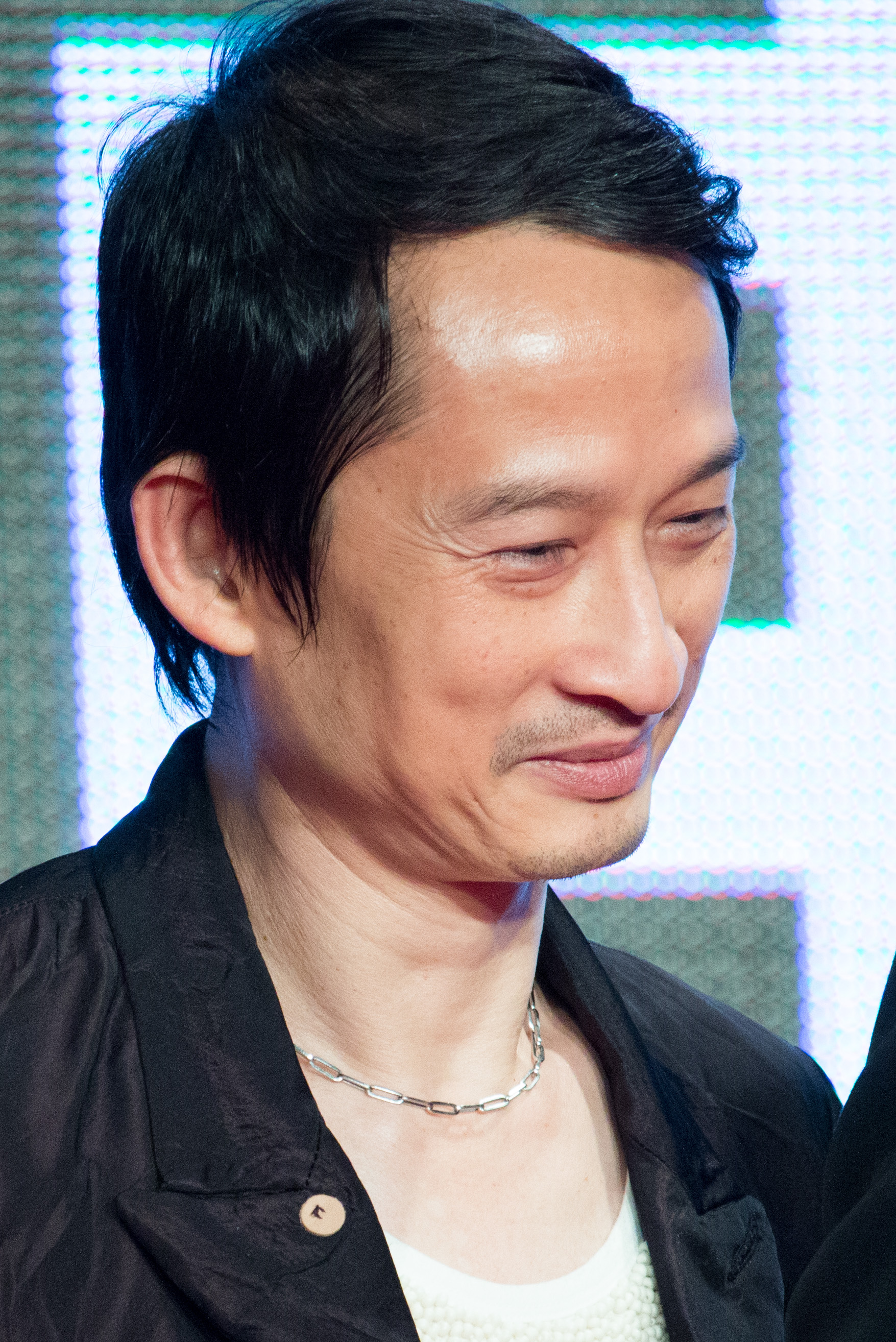
감독상 수상자 쩐아인훙

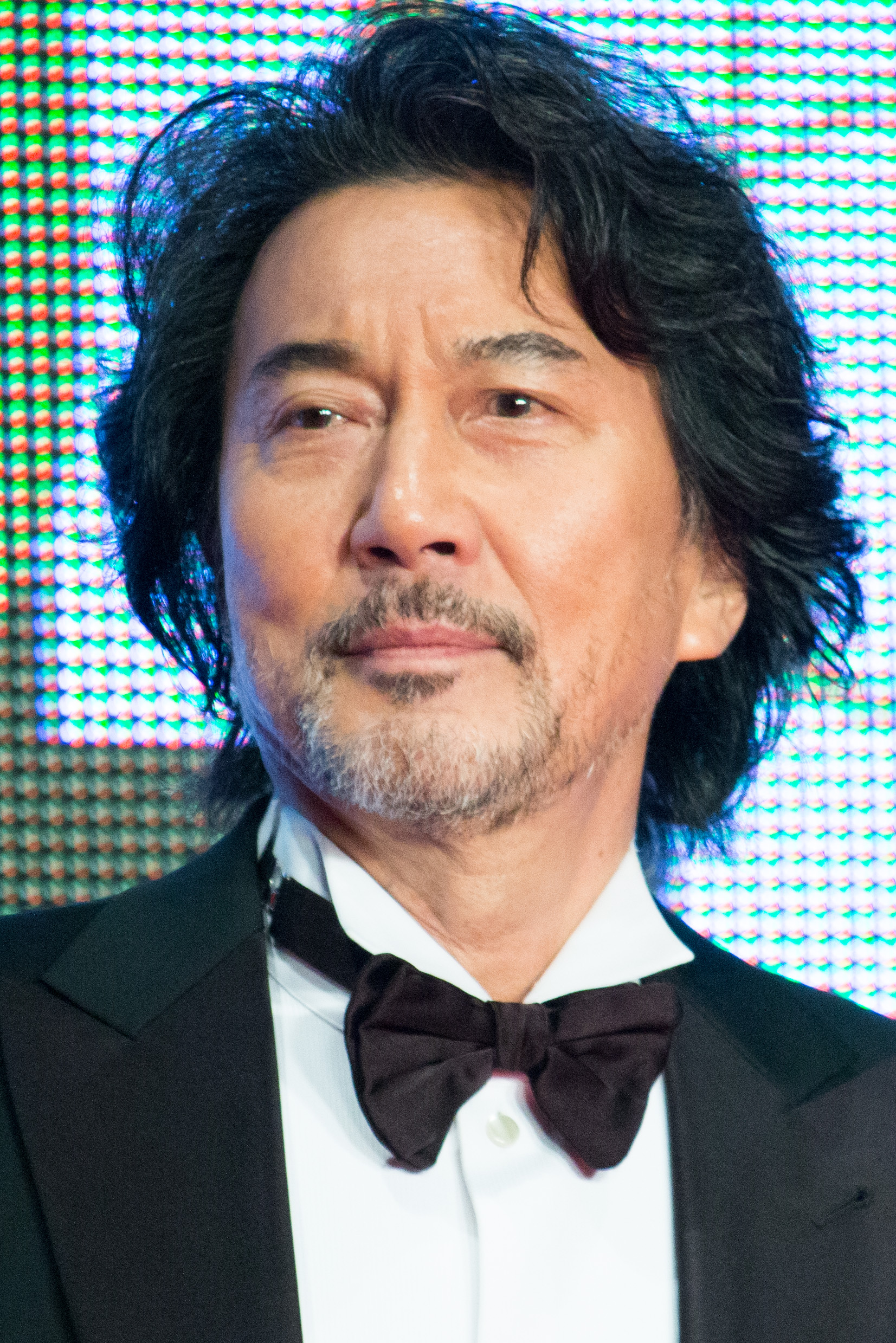
남우주연상 수상자 야쿠쇼 코지

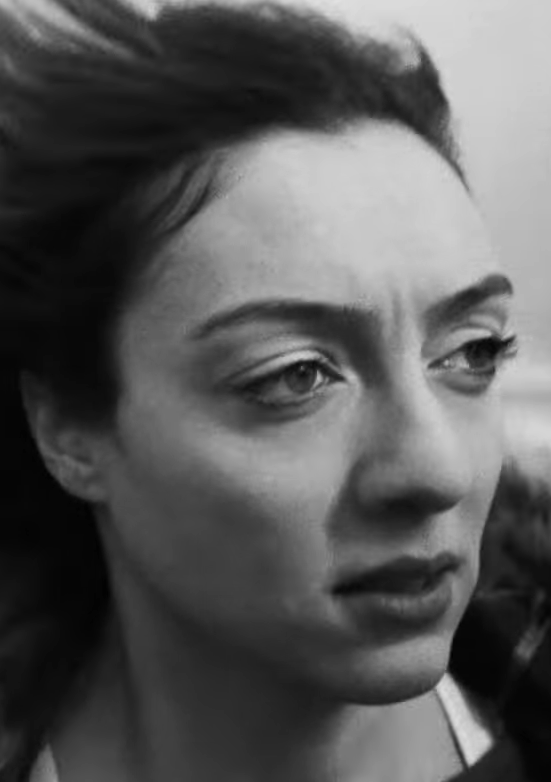
여우주상 수상자 메르베 디즈다르

### 공식 부문

#### 경쟁 부문
다음은 경쟁 부문 출품작의 수상 목록이다.
- 황금종려상: 《추락의 해부》 (쥐스틴 트리에)
- 그랑프리: 《존 오브 인터레스트》 (조너선 글레이저)
- 심사위원상: 《사랑은 낙엽을 타고》 (아키 카우리스매키)
- 감독상: 쩐아인훙 (프렌치 수프)
- 여우주연상: 메르베 디즈다르 (마른 풀에 관하여)
- 남우주연상 야쿠쇼 코지 (퍼펙트 데이즈)
- 각본상: 사카모토 유지 (괴물)

#### 주목할 만한 시선
- 대상 : 《하우 투 해브 섹스》 (몰리 매닝 워커)[47]
- 심사위원상: 《하운드》 (카말 라즈라크)
- 감독상: 아스마에 엘 무디르 (모든 거짓말의 어머니)
- 프리덤상: 《안녕 줄리아》 (모하메드 코도파니)
- 앙상블상: 《부리티의 꽃》의 주앙 살라비자, 르네 나데 메소라, 출연진 및 제작진
- 뉴보이스상: 발로지 치아니 (오멘)

#### 황금카메라 부문
- 황금 카메라상: 팜티엔안의 《인사이드 더 옐로 코쿤 쉘》[48]

#### 단편 부문
- 단편영화 황금종려상 : 플로라 안나 부다의 〈27〉[49]
- 멘션 스페셜: 군누르 마르틴스도티르 슐뤼터의 〈Instrusion〉

#### 시네파운데이션
- 1등상: 마를렌 에밀리 랑스타드의 〈Norwegian Offspring〉[50]
- 2등상: 황예인의 〈Hole〉
- 3등상: 지네브 와크림의 〈Moon〉

#### 명예 황금종려상
- 명예 황금종려상: 마이클 더글라스와 해리슨 포드[51]

### 독립 부문

#### 국제영화비평가연맹상
- 경쟁부문: 조나단 글레이저의 《존 오브 인터레스트》[52]
- 주목할 만한 시선: 펠리페 가베스의 《정착민들》
- 페러럴 섹션: 릴라 할라의 《파워 앨리》

#### 에큐메니컬상
- 에큐메니컬 심사위원상: 빔 벤더스의 《퍼펙트 데이즈》

#### 국제비평가주간
- 대상: 아만다 넬 에우의 《타이거 스트라이프》
- 프렌치 터치 심사위원상: 팔로마 세르몽다이의 《집에 비가 내린다》
- 루이스 로더러 재단 떠오르는 스타상: 조반 기니치 (잃어버린 나라)
- 라이츠 신 디스커버리 단편부문상: 낭 라보르드주르다의 〈볼레로〉
- 간 재단 배급상 : 암자드 알 라시드의 《인샬라 어 보이》
- SACD상: 이리스 칼텐베크의 《더 랩처》
- 카날+ 단편상: 낭 라보르드주르다의 〈볼레로〉[53]

#### 디렉터스 포트나이트
- 유료파 시네마스 라벨 최고의 유럽영화상: 엘레나 마르틴 히메노의 《크레아투라》[54]
- SACD 최고의 프랑스어 영화상: 피에르 크르통의 《왕자》[55]
- 카로스도르상: 술레이만 시세[56]

#### 황금눈상
- 카우타르 벤 하니야의 《네 딸》[57]
- 아스마에 엘 무디르의 《모든 거짓말의 어머니》

#### 퀴어종려상
- 퀴어종려상: 고레에다 히로카즈의 《괴물》[58]
- 퀴어종려상 최우수 단편영화상: 낭 라보르드주르다의 〈볼레로〉

#### 프랑수아 샬레 상
- 프랑수아 샬레 상: 카우타르 벤 하니야의 《네 딸》

#### 시민권상
- 카우타르 벤 하니야의 《네 딸》

#### 칸 사운드트랙 어워드
- 《존 오브 인터레스트》의 미카 레비

#### 영화예술 실험상
- AFCAE 아트하우스 영화상: 알리체 로르바케르의 키메라
- 특별언급상: 아키 카우리스매키의 낙엽

#### 개 종려상
- 개종려상 : 추락의 해부의 메시 (스눕 역)[59][60]
- 심사위원대상: 낙엽의 알마
- 머트 모먼트: 키메라
- 강력 추천 송곳니상: 빈센트는 무조건 죽는다의 수지
- 평생 공로상: 켄 로치
- 도그마니타리안 종려상: 이사벨리 로셀리니

#### 트로페 쇼파르
- 대릴 매코맥과 나오미 애키[61]